# Suchogrzybek oprószony

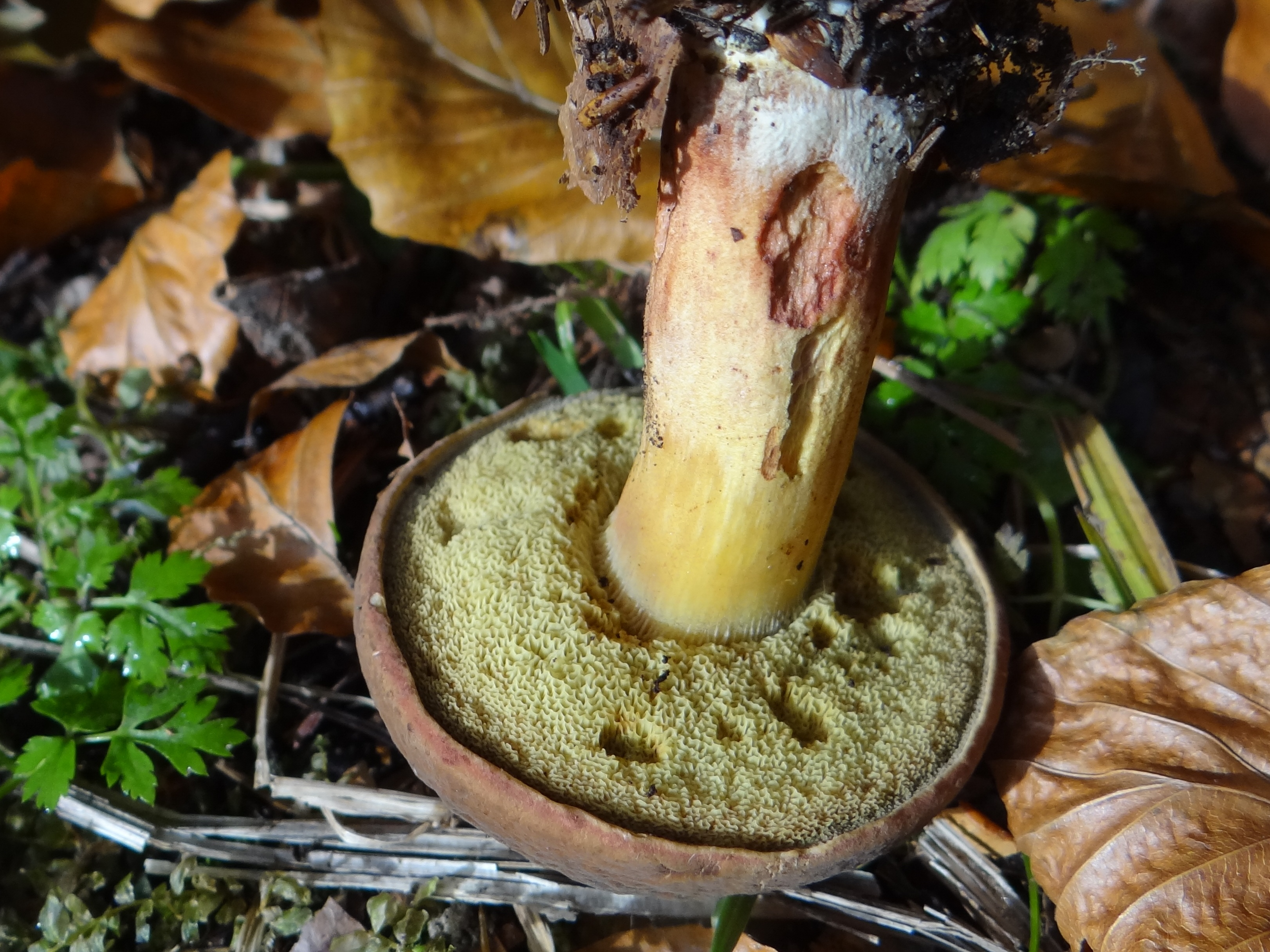

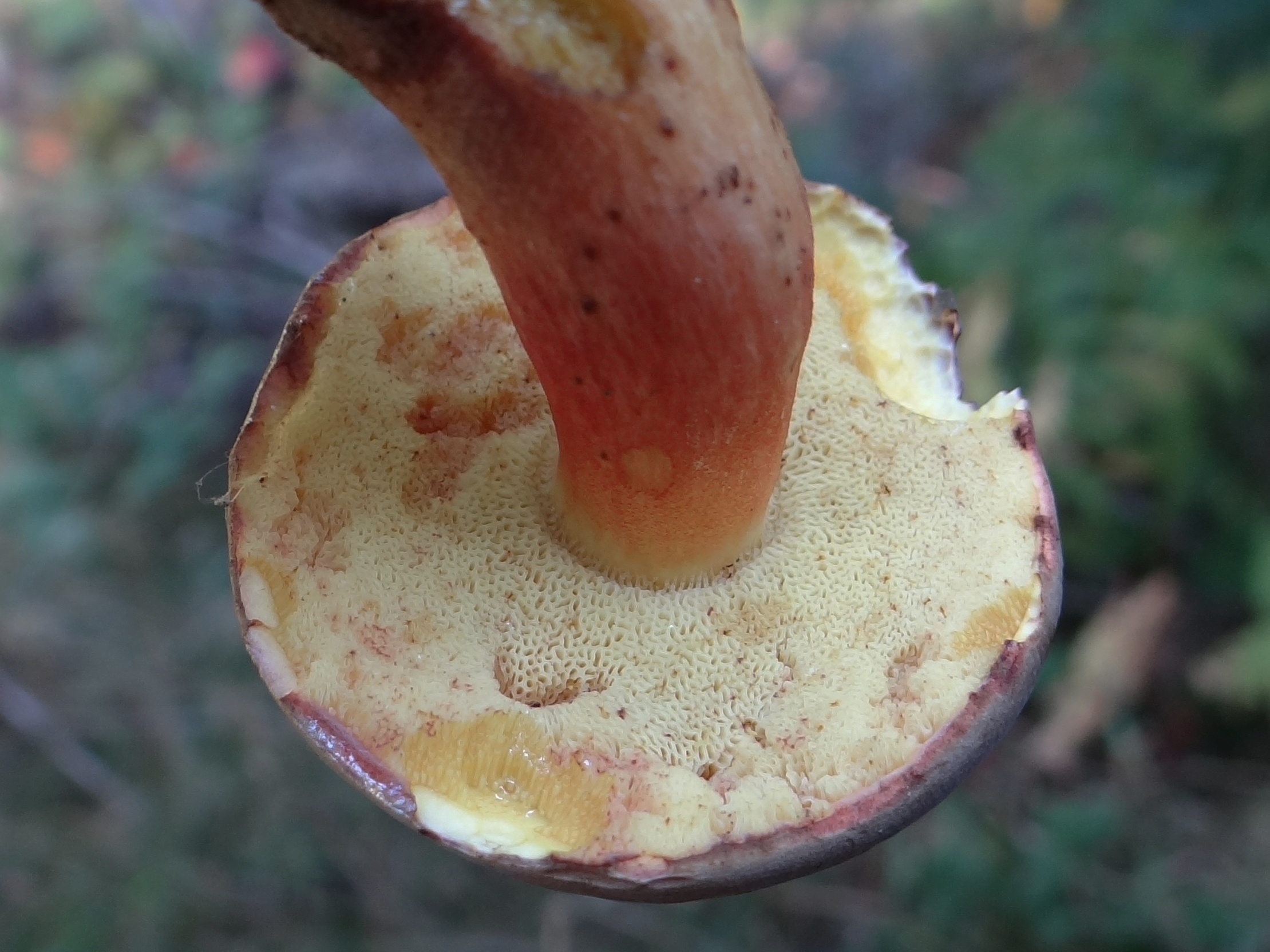
Uciśnięte rurki czerwienieją

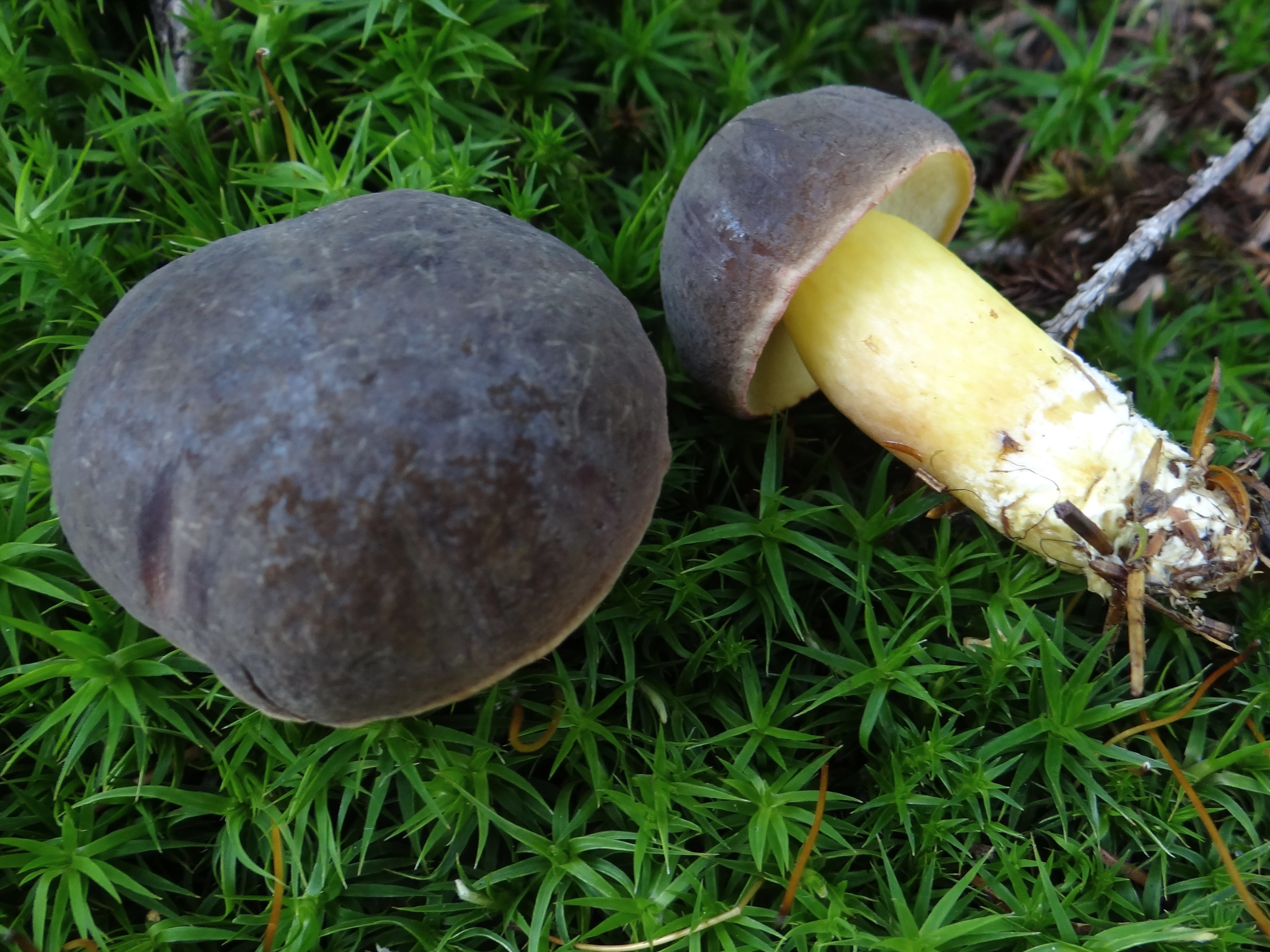

Suchogrzybek oprószony, borowik oprószony\ (Xerocomellus pruinatus (Fr.) Šutara) – gatunek grzybów z rodziny borowikowatych (Boletaceae).

## Systematyka i nazewnictwo
Pozycja w klasyfikacji według Index Fungorum: Xerocomellus, Boletaceae, Boletales, Agaricomycetidae, Agaricomycetes, Agaricomycotina, Basidiomycota, Fungi.
Po raz pierwszy takson ten zdiagnozowali w roku 1835 Elias Fries i Hök nadając mu nazwę Boletus pruinatus. W 1888 r. Lucien Quélet przeniósł go do rodzaju Xerocomus (podgrzybek). Obecną, uznaną przez Index Fungorum nazwę nadał mu w roku 2008 Josef Šutara, przenosząc go do rodzaju Xerocomellus.
Synonimy naukowe:

- Boletellus pruinatus (Fr. & Hök) Klofac & Krisai 1992
- Boletellus pruinatus f. luteocarnosus Klofac & Krisai 1992
- Boletellus pruinatus (Fr. & Hök) Klofac & Krisai (1992) f. pruinatus
- Boletellus pruinatus var. pascuus (Pers.) Klofac & Krisai 1992
- Boletellus pruinatus (Fr. & Hök) Klofac & Krisai 1992 var. pruinatus
- Boletus pascuus (Pers.) Krombh. 1846
- Boletus pruinatus Fr. & Hök 1835
- Boletus subtomentosus var. pascuus Pers. 1825
- Versipellis pruinata (Fr. & Hök) Quél. 1886
- Xerocomus pascuus (Pers.) E.-J. Gilbert 1931
- Xerocomus pruinatus (Fr. & Hök) Quél. 1888
- Xerocomus pruinatus (Fr. & Hök) Quél. 1888 var. pruinatus

Nazwę polską (borowik oprószony lub podgrzybek oprószony) podał Władysław Wojewoda w 2003, dawniej w polskim piśmiennictwie mykologicznym gatunek ten opisywany był także jako grzyb oprószony. W atlasach grzybów opisywany był też pod nazwą podgrzybek aksamitny. Wszystkie te nazwy są jednak niespójne z obecną nazwą naukową; według Index Fungorum gatunek ten nie należy ani do rodzaju borowik, ani podgrzybek, lecz do rodzaju Xerocomellus. W 2021 Komisja ds. Polskiego Nazewnictwa Grzybów Polskiego Towarzystwa Mykologicznego zarekomendowała używanie nazwy suchogrzybek oprószony.

## Morfologia
Kapelusz
Średnica 3–10 cm, kształt płasko-łukowaty lub poduchowaty. Skórka aksamitna, sucha i jednolicie ubarwiona na kolor czerwonobrązowy lub ciemnobrązowy. Uszkodzone miejsca zmieniają barwę na czerwonobrązową. Charakterystyczną cechą tego gatunku, różniącą go od innych podobnych jest to, że jego kapelusz na starość i podczas suchej pogody nie pęka na poletka.
Rurki
U młodych okazów bladoochrowe później bladożółte, uszkodzone sinieją. Pory początkowo białawe, później żółte lub żółtozielone.
Trzon
Wysokość 5–10 cm, grubość 1–2 cm, walcowaty, pełny i twardy. Skórka podłużnie włóknista, na żółtym tle z czerwonobrązowymi wybarwieniami, z wyjątkiem górnej części pod kapeluszem, gdzie zawsze jest żółty.
Miąższ
Żółty, soczysty i dość twardy, w trzonie włóknisty. Po uszkodzeniu nieco sinieje, smak owocowy, zapach przyjemny.
Cechy mikroskopowe
Wysyp zarodników brązowy. Zarodniki gładkie i grubościenne, o barwie brązowej lub oliwkowo-zielonej, nieco wrzecionowate, bez kropli w środku. Rozmiar: 11,5–14 × 4,5–5,5 µm. Podstawki z czterema sterygmami. Cystydy występujące na krawędzi porów są maczugowate lub wrzecionowate i dość liczne, cystydy na powierzchni rurek mają podobny kształt, ale są nieliczne.
Gatunki podobne
- podgrzybek zajączek (Xerocomus subtomentosus) – ma oliwkowobrązowy kapelusz pękający na poletka[4].
- podgrzybek grubosiatkowany (Xerocomus ferrugineus) – nie ma tak czerwonego trzonu, kapelusz ma jaśniejszy i podczas suchej pogody pękający na poletka[4].

## Występowanie
Rośnie w różnego typu lasach iglastych i liściastych. Owocniki pojawiają się od września do listopada, najobficiej po ochłodzeniu.

## Znaczenie
Grzyb jadalny, jednak często robaczywy, a podczas wilgotnej pogody szybko opanowywany przez pleśń.